# ضرب الأرداف (حركة جنسية)

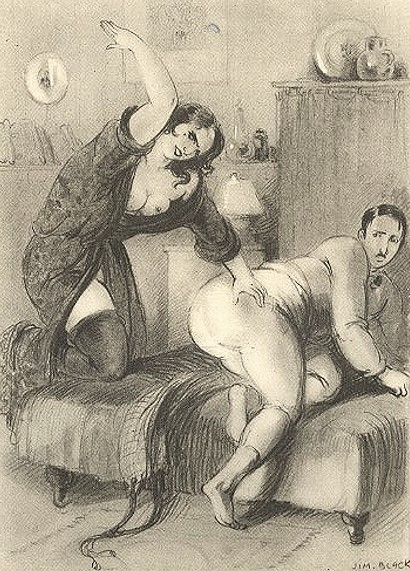
إمرأة تضرب أرداف زوجها في غرفة النوم كمداعبة جنسية

ضرب الأرداف المثيرة هي إحدى طُرق ضرب أرداف شخص آخر من أجل الإثارة الجنسية أو الإشباع. تختلف طريقة ضرب الأرداف المثيرة من بلد إلى آخر ومن ثقافة إلى أخرى حيث تتراوح هذه الأنشطة بين الصفعة العفوية على الأرداف العارية أثناء النشاط الجنسي ثم هناك الضرب العرضي عند تقمص دور شخصية أخرى خلال الجماع أو حتى ضرب الشريك لتأذيبه وجعله منضبطًا. تختلف كذلك وسائل الضرب فهناك من يستخدم اليد فقط ثم هناك من يعتمد على المجداف أو القصب. عادة ما تترافق عملية ضرب الأرداف مع غيرها من أشكال المداعبة. النوع الأكثر شيوعا خلال هذه الطريقة هو الضرب «المبرح في بعض الأحيان» على الأرداف العارية لكنّ هذا لا يمنع ترافق هذه الطريقة مع ما يُعرف في عالم الإباحية باسم التربيط وذلك من أجل رفع الشهوة الجنسية والشعور بالنشوة. تصف العديد من الثقافات الألم كمنشط جنسي. على سبيل المثال لا الحصر يذهب كتاب كاما سوترا على وجه الخصوص إلى التفصيل في كيفية ضرب الشريك بشكل صحيح أثناء ممارسة الجنس.

## الممارسة

### الطريقة
يُمكن الضرب على المؤخرة من خلال اليد العارية كما يُمكن في بعض الحالات استعمالُ قُفازات اليد كما يُمكن الاعتماد على مجموعة متنوعة من الأدوات بما في ذلك المجدف، الحزام، الفرشاة، منفضة الريش أو الحزام. هناك وسائل أخرى أقل شعبية مثل القصب، السياط، المفاتيح، الأحذية الرياضية والمسطرات.

### الأزياء
تعمد بعض النساء في مثل هذه الحالات إلى ارتداء أزياء محددة بل إنّ بعضها مُصمّم خصّيصَا لهذا النوع من الممارسات الجنسية مثل ما يُعرف باسم تنورة الضرب في الدول الغربية. تتميّزُ هَذه التنّورة بالعديد من الأمور بما في ذلك كشف وفضح الأرداف بشكل واضح جدَا للعيان. هناك أيضًا تنورات أخرى مثل ما تُعرف باسم التنورة البرشاقة. يستطيع الرجل في حالة التنورة ضربَ شريكته -أو شريكه- دون تعريتها أو نزع تنورتها. عادة ما تُصنع مثل هذه التنورات من مواد معروفة مثل الجلود، بولي كلوريد الفينيل أو المطاط. بغض النظر عن جنس من يرتديها؛ تُعتبر التنورة البرشاقة خاصة بالنساء أكثر من غيرهم الرجال.

### الأجهزة
يُستعمل خلال هذه العملية في بعض الأحيان أجهزة للمساعدة وتسهيل الوصول للنشوة والمتعة مثل ما يُعرف في الأسواق باسم مقاعد الضرب أو مقعد الحصان وهو قطعة من الأثاث التي تُستخدم خلال عملية الضرب دون الحاجة إلى مساند. تأتي هذه الكراسي في العديد من الأحجام والأنماط الأكثر شعبية والتي هي مشابهة للكراسي العادية لكنها مبطنة من الأعلى وتحتوي على بعض الحلقات التي تلعب دور القيد (مفرد قيود). حظيت سيدة بريطانية تُدعى تيريزا بيركلي في القرن التاسع عشر بشهرة كبيرة وذلك بعد نجاحها في اختراع كرسي أطلقت عليه اسم «حصان بيركلي» وهو مُماثق تقريبًا لذاك الذي يُستعمل بالنسبة لبي دي إس إم.